# A-0
Das A-0-System (engl. Arithmetic Language version 0, dt. „arithmetische Sprache Version 0“) gilt als der erste Compiler der Computergeschichte. Er wurde 1951 bis 1952 von Grace Hopper für den UNIVAC I entwickelt. A-0 hatte mehr die Funktion eines Laders oder Linkers als diejenige eines modernen Compilers. Ein Programm für A-0 wurde als Folge von Unterprogrammen und Argumenten spezifiziert. Man identifizierte Unterprogramme durch einen numerischen Code und schrieb die Argumente der Unterprogramme direkt hinter den Unterprogrammcode. Das A-0-System übersetzte die Spezifikation in Maschinencode, der dem Rechner anschließend zur Ausführung eingegeben wurde.
Das A-0-System wurde weiterentwickelt in A-1, A-2, A-3 (ARITH-MATIC), AT-3 (MATH-MATIC) und B-0 (FLOW-MATIC).

## A-2
Das A-2-System wurde 1953 an der UNIVAC-Abteilung von Remington Rand entwickelt und Ende dieses Jahres an die Kunden ausgeliefert. Die Kunden erhielten den Quellcode des Systems und waren eingeladen, Verbesserungen daran an das UNIVAC-Team zurückzusenden. Damit kann A-2 als ein frühes Beispiel für einen Open-Source-Entwicklungsprozess betrachtet werden.